# جامعة ليوبليانا
جامعة ليوبليانا (بالسلوفينية: Univerza v Ljubljani) هي أكبر وأقدم والأعلى تصنيفاً بين جامعات سلوفينيا، ومصنفة بين أفضل 500 جامعة في العالم بحسب التصنيف الأكاديمي لجامعات العالم. تأسست عام 1919 في العاصمة السلوفيينية ليوبليانا، وتضم أكثر من 40,000 طالب، كما يحتوي طاقمها الإداري على حوالي 5500 عامل.